# Reaktionsmekanisme
I kemi er en reaktionsmekanisme en trinvis sekvens i en elementarreaktion, hvor der foregår en overordnet kemisk ændring.
En kemisk mekanisme er en teoretisk formodning der på detaljeret vis forsøger at beskrive, hvad der foregår i hvert stadig af en overordnet kemisk reaktion. De detaljerede trin i reaktionen er for det meste ikke muligt at observere. Den formodede mekanisme vælges da den er termodynamisk plausible, og fordi den kan understøttees med eksperimenter med isolerede intermediater eller andre kvantitative eller kvalitative karakteristika. Det beskriver også hvert reaktivt intermediat, aktiveret kompleks og overgangsfaser, og hvilke bindinger der bliver ødelagt (og i hvilken rækkefølge), og hvilke bindinger der blev dannet (og i hvilken rækkefølge). En komplet mekanisme skal også forklare årsagen til at reaktanterne og katalysatorerne bliver brugt, den stereokemi der observeres i reaktanterne og produkterne, alle produkter der danns og i hvilken mængde.